# سباسو هاوس

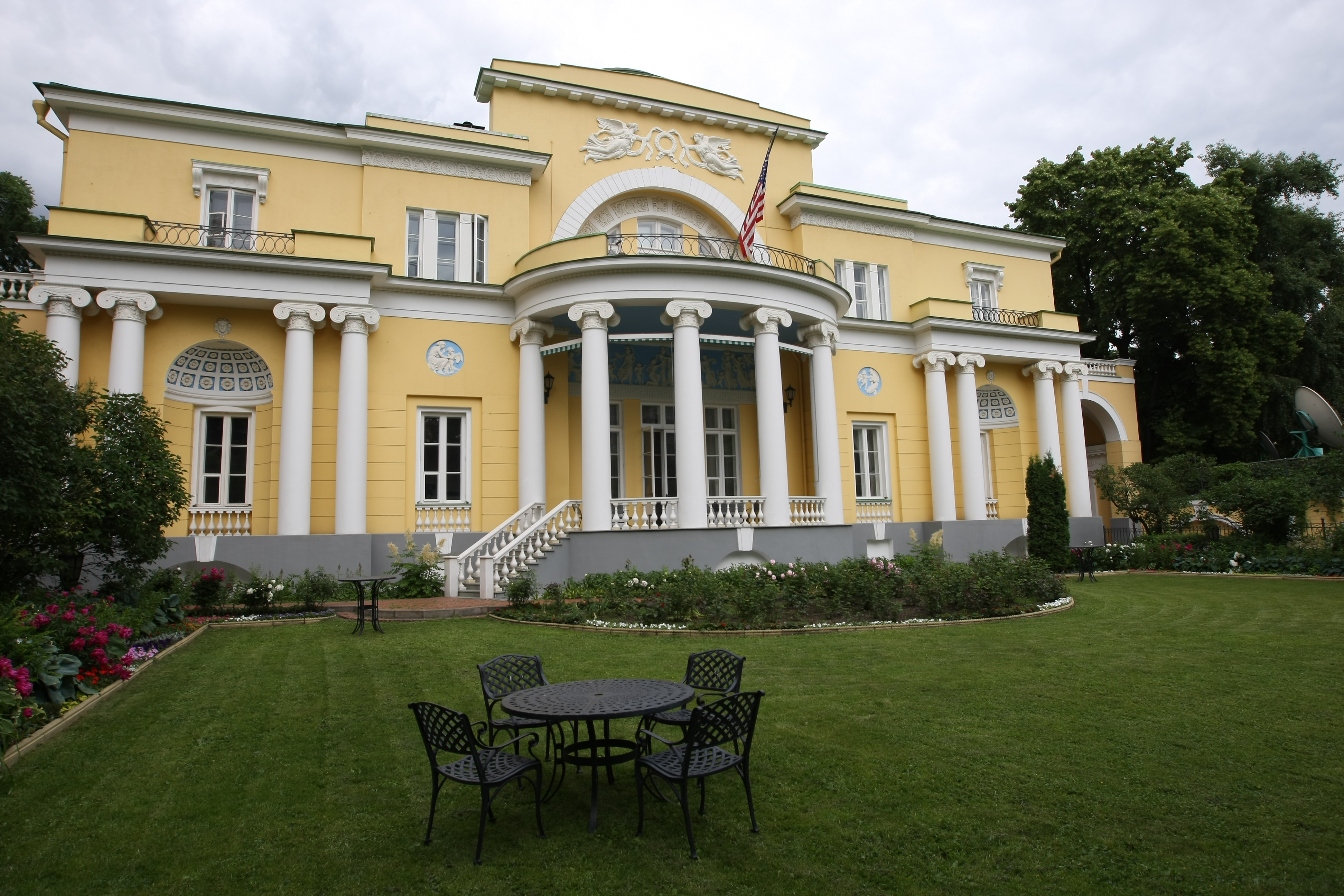
منزل سباسو ، مقر إقامة السفير الأمريكي في موسكو

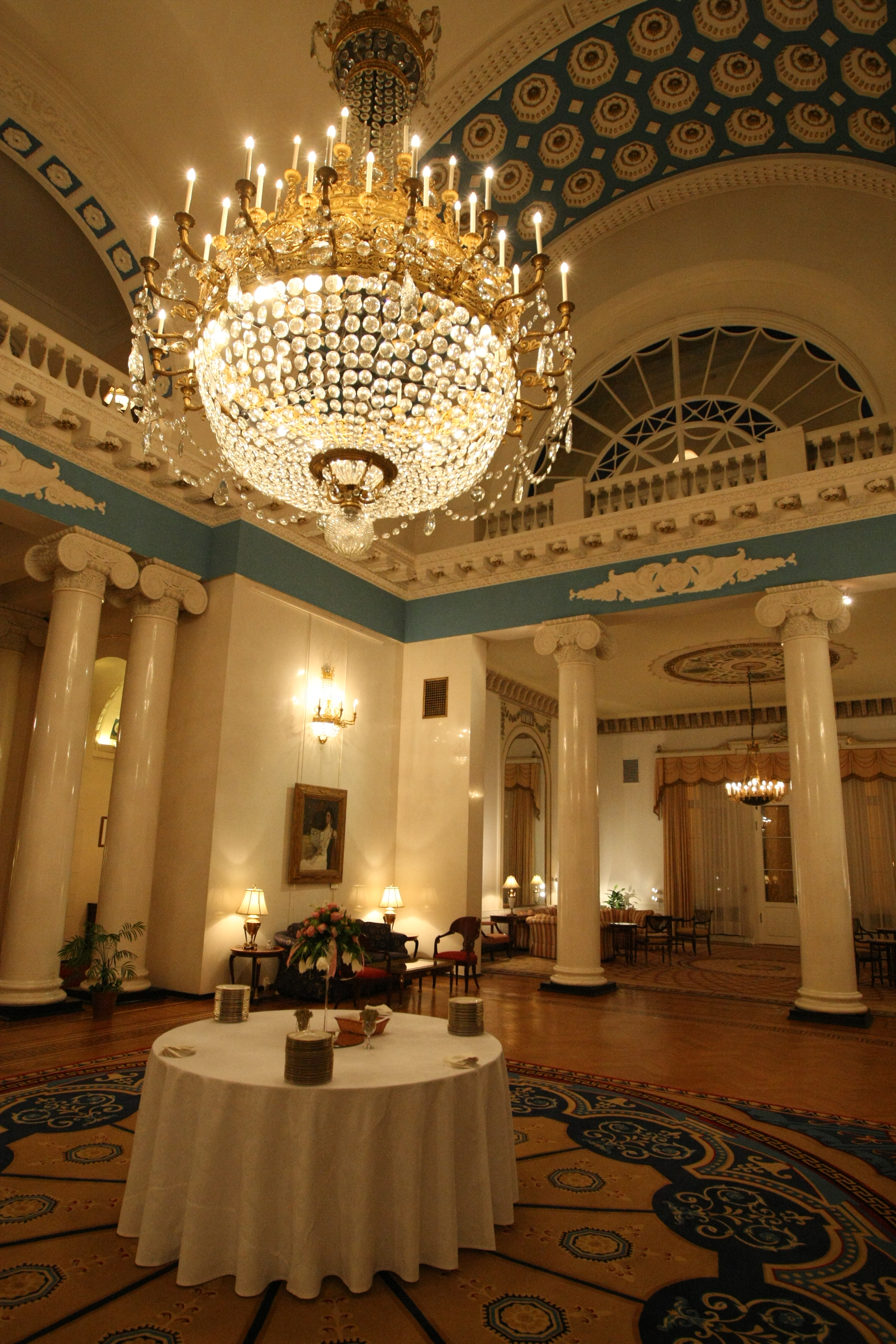
غرفة الثريا في سباسو هاوس

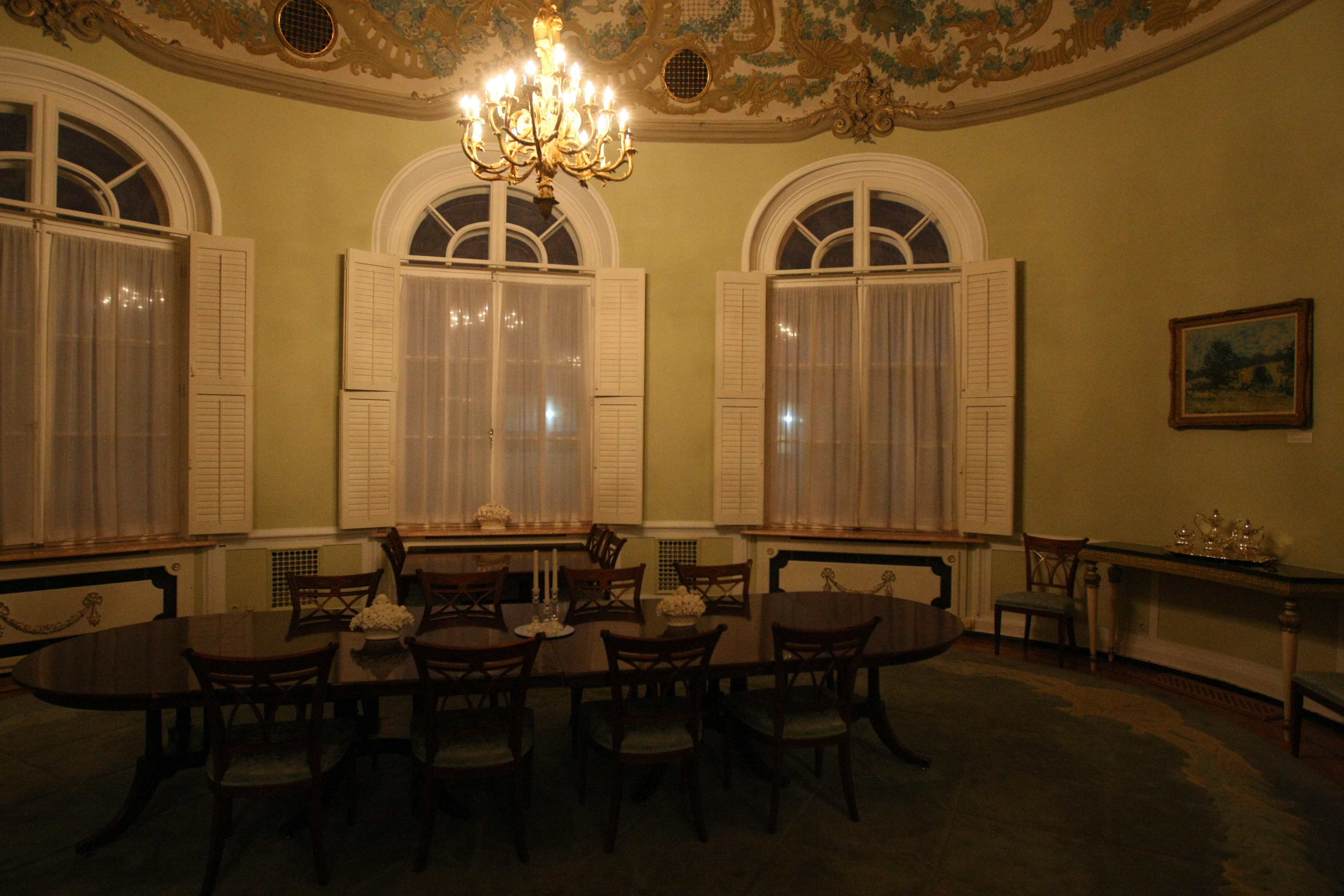
غرفة الطعام البيضاوية في سباسو هاوس

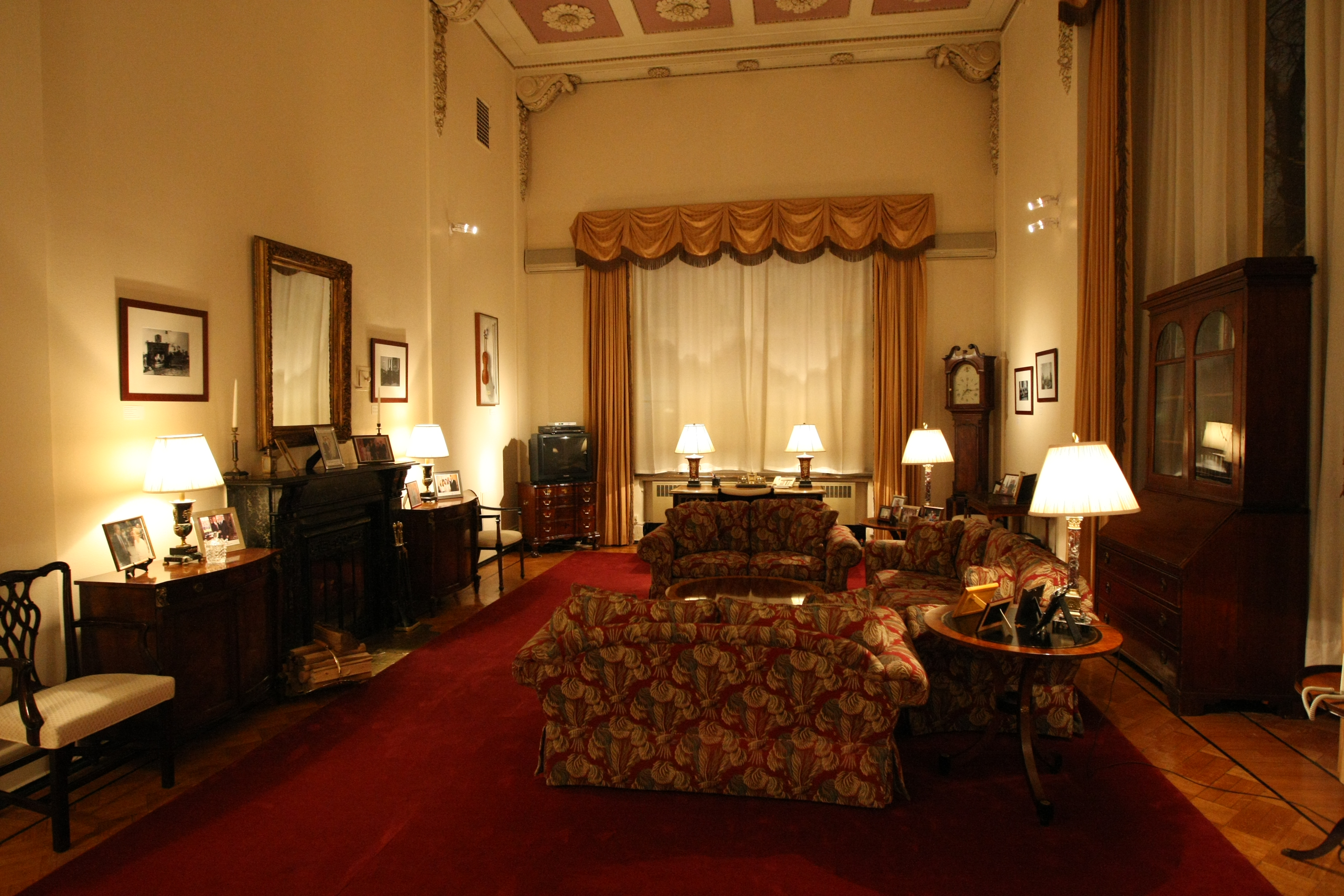
مكتبة البيت سباسو

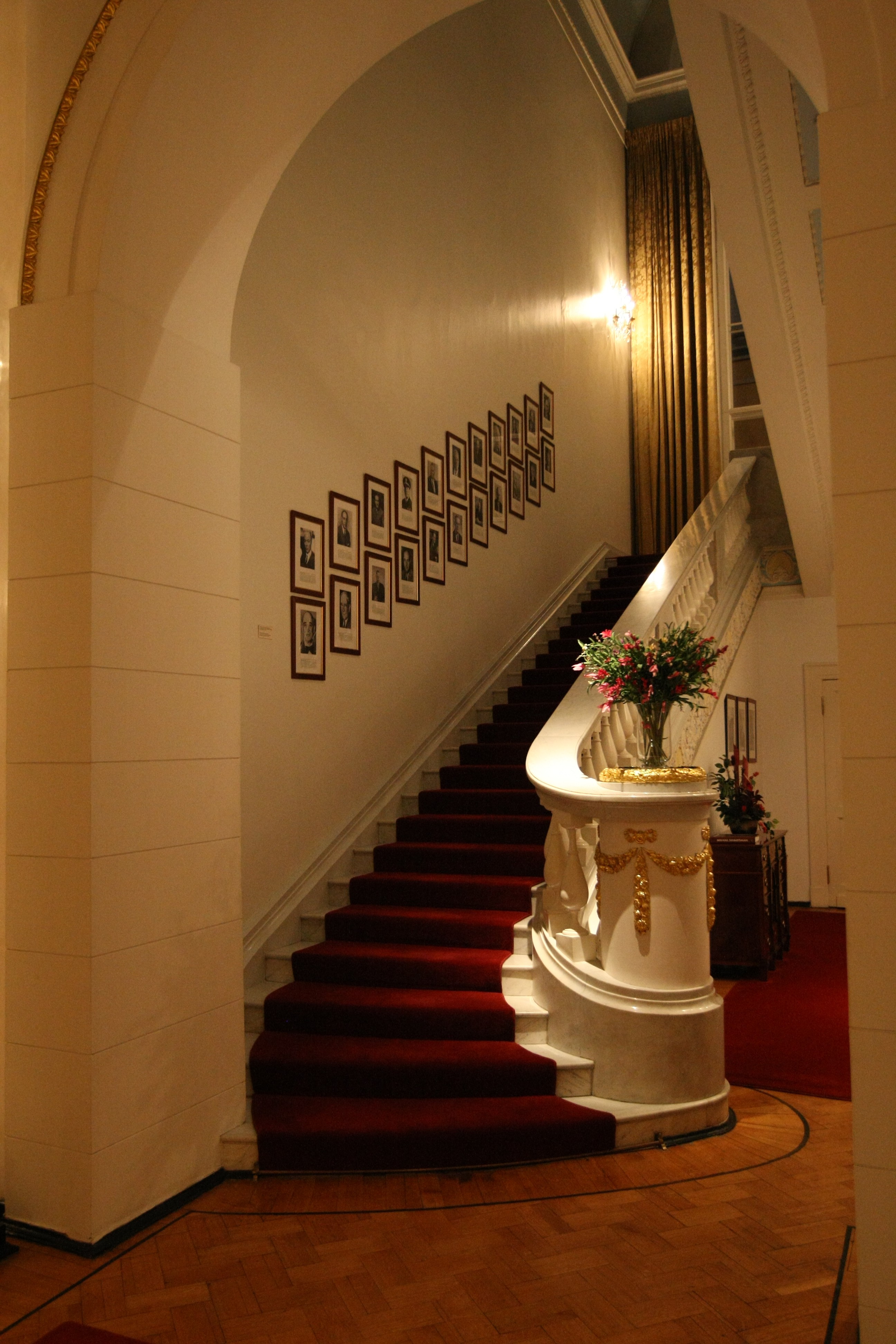
ألهم درج منزل سباسو مشهدًا لا يُنسى في رواية ميخائيل بولجاكوف عام 1935 ماستر ومارجريتا

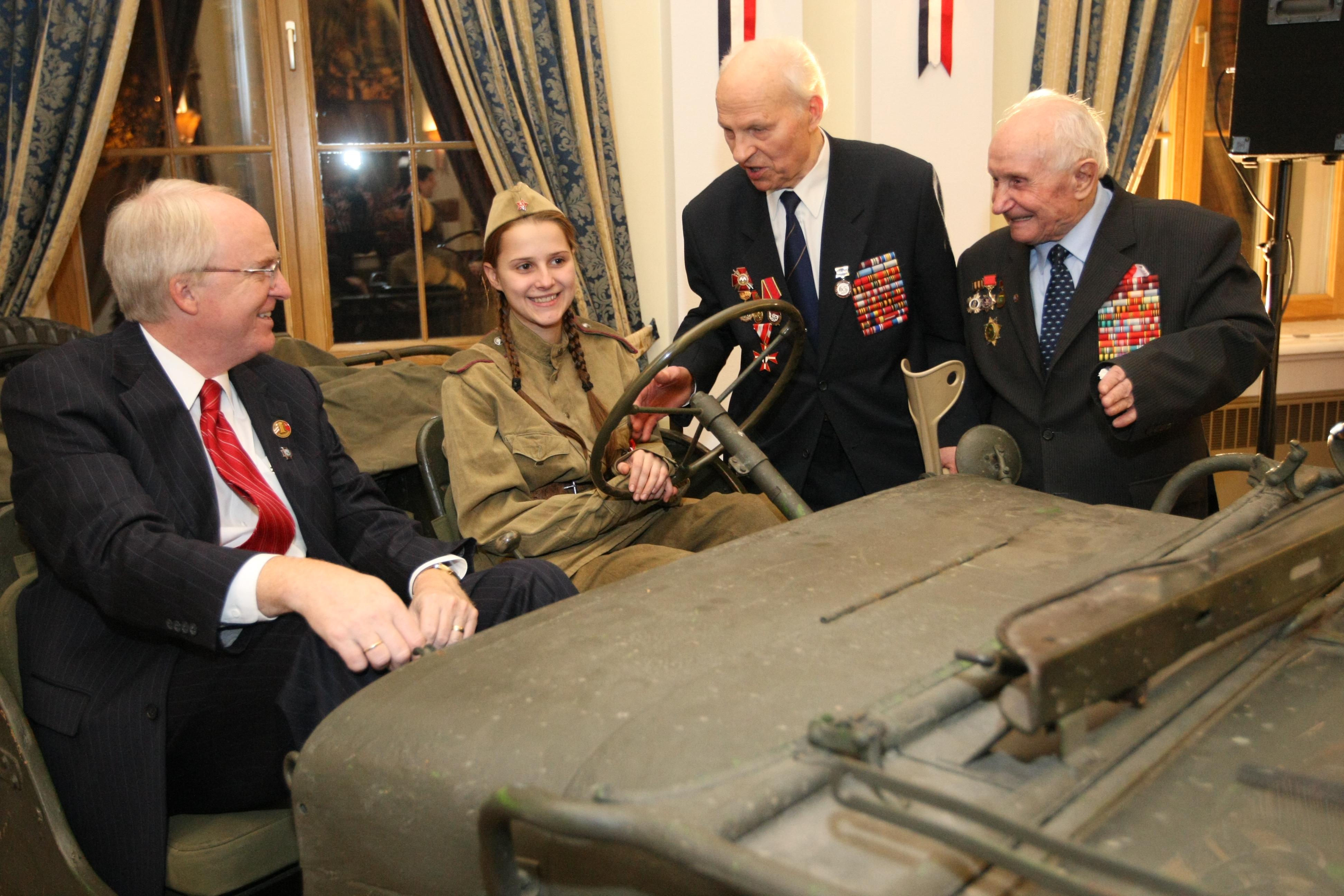
بمناسبة يوم المحاربين القدامى 2009 ، كرم السفير جون بيرل (على اليسار) قدامى المحاربين الروس في الحرب العالمية الثانية بحفل استقبال في سباسو هاوس ، والذي ظهر فيه سيارة جيب حقيقية من طراز 1943 Lend-Lease متوقفة في قاعة الاحتفالات

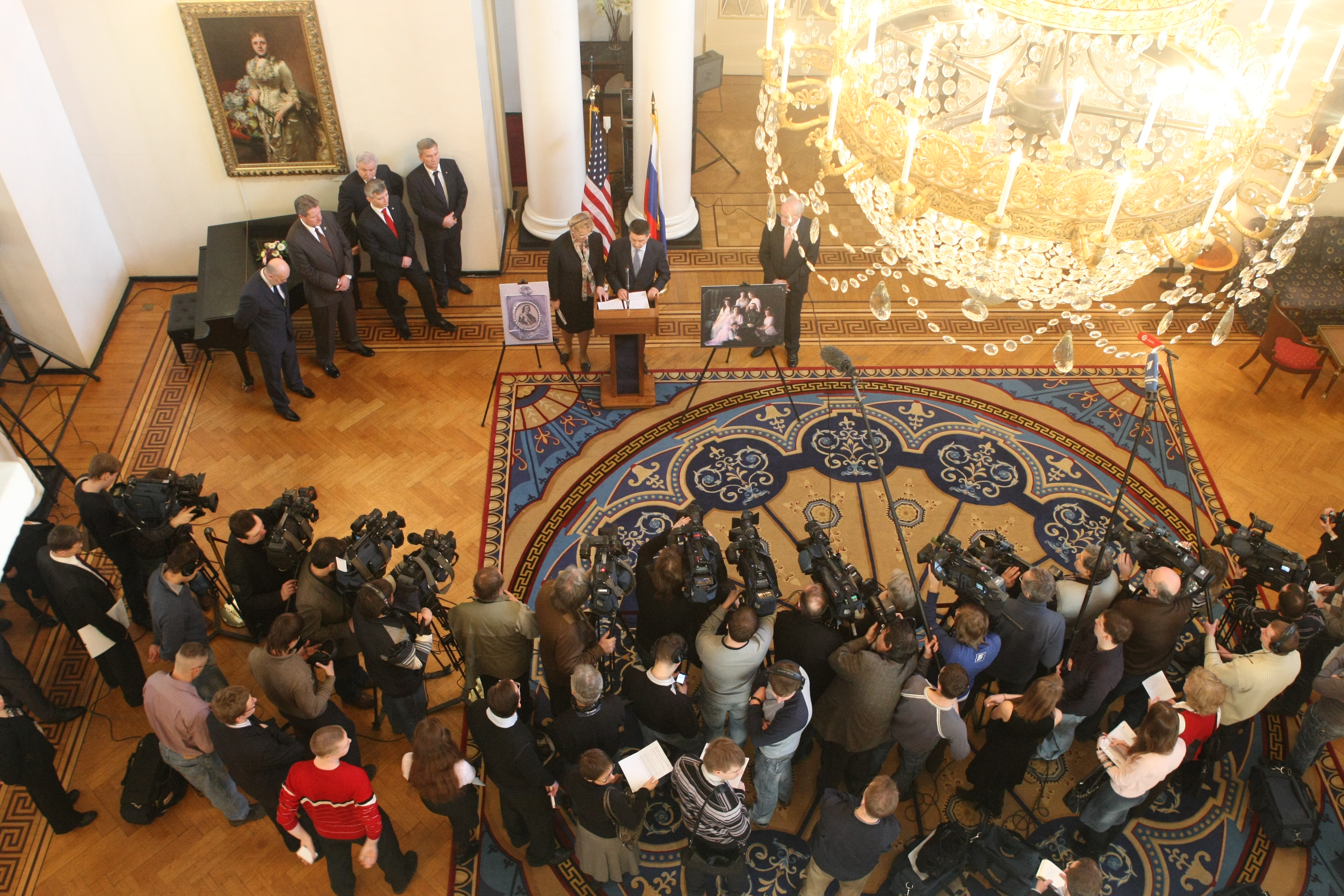
احتشدت كاميرات التلفزيون في غرفة الثريا في سباسو هاوس ، حيث أعلن السفير بيرل عن عودة ميدالية تعود إلى عائلة القيصر التي سُرقت من هرميتاج واستعادتها عملية مشتركة بين سلطات إنفاذ القانون الروسية والأمريكية

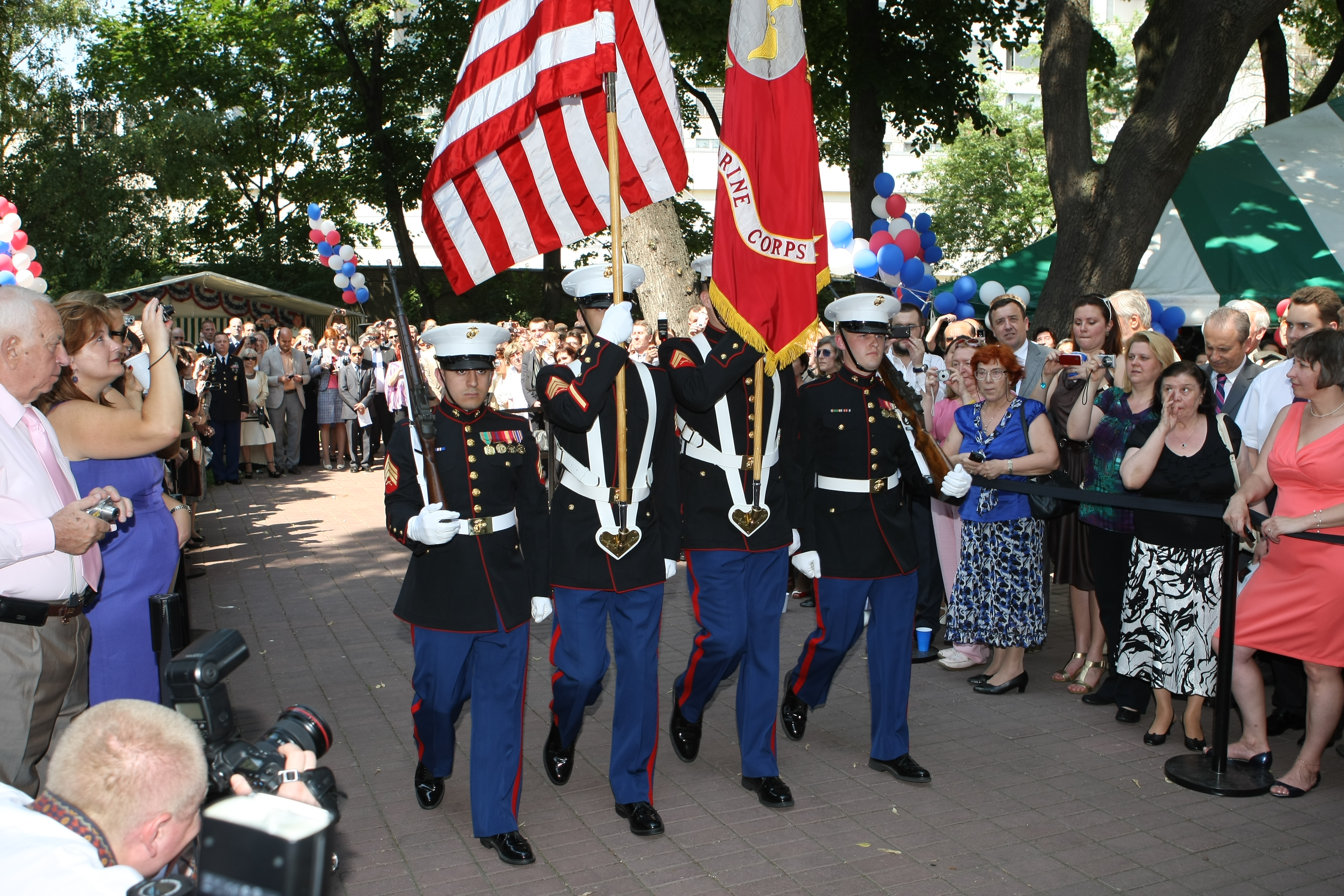
احتفال الرابع من يوليو في حديقة منزل سباسو (2010)

سباسو هاوس هو مبنى مدرج على الطراز الكلاسيكي الحديث في ميدان سباسو رقم 10 في موسكو . تم بناؤه في الأصل في عام 1913 ليكون قصرًا لصانع النسيج نيكولاي فتوروف . منذ عام 1933 ، كان مقر إقامة سفير الولايات المتحدة لدى الاتحاد السوفيتي ، ومنذ عام 1991 ، في الاتحاد الروسي .  كان المبنى مملوكًا لاتحاد الجمهوريات الاشتراكية السوفياتية ولاحقًا لروسيا ، وبموجب عقد إيجار 1985 ، كان من المفترض أن تدفع الولايات المتحدة 72500 روبل سوفييتي سنويًا ، وهو ما يعادل بحلول عام 2001 حوالي 3 دولارات ، والتي لم تدفعها الولايات المتحدة في عام 1993.  في عام 2004 ، أبرم الجانبان عقد إيجار جديد مدته 49 عامًا قيل إنه يستند إلى تقييم مشترك لقيمة العقار ؛ لم يتم الكشف عن معدل الإيجار.  

## سفراء الولايات المتحدة الذين عاشوا في سباسو هاوس
| سفير                   | موعد الوصول   |
| ---------------------- | ------------- |
| William C. Bullitt     | November 1933 |
| جوزيف ديفيز            | November 1936 |
| Laurence A. Steinhardt | March 1939    |
| William H. Standley    | February 1942 |
| أفيريل هاريمان         | October 1943  |
| والتر بيديل سميث       | March 1946    |
| ألان غودريش كيرك       | May 1949      |
| جورج كينان             | March 1952    |
| تشارلز بوهلين          | March 1953    |
| ليويلين تومسون         | June 1957     |
| فوي د. كولر            | August 1962   |
| ليويلين تومسون         | December 1967 |
| Jacob D. Beam          | April 1969    |

| Ambassador              | Date of arrival |
| ----------------------- | --------------- |
| Walter J. Stoessel, Jr. | February 1974   |
| Malcolm Toon            | January 1977    |
| توماس واتسون الابن      | October 1979    |
| آرثر أدير هارتمان       | October 1981    |
| جون ماتلوك الابن        | April 1987      |
| روبرت إس. ستراوس        | August 1991     |
| توماس آر بيكرينغ        | May 1993        |
| James F. Collins        | September 1997  |
| Alexander Vershbow      | July 2001       |
| وليام بيرنز             | July 2005       |
| John Beyrle             | July 2008       |
| مايكل ماكفول            | January 2012    |
| جون تيفت                | September 2014  |
| جون هانتسمان جونيور     | October 2017    |